# Mindanao
Mindanao – druga co do wielkości wyspa Filipin, ustępuje jedynie wyspie Luzon. Położona w południowej części archipelagu. Dobrze rozwinięta linia brzegowa z licznymi półwyspami i zatokami. Na wyspie panuje klimat równikowy wybitnie wilgotny. Wnętrze wyspy jest górzyste z najwyższym szczytem Filipin, wulkanem Apo (2965 m n.p.m.). Na Mindanao znajdują się lasy równikowe oraz dobrze rozwinięta sieć rzeczna.
Ludność wyspy zajmuje się rybołówstwem, uprawą ryżu, kukurydzy, banana manilskiego, palmy kokosowej, ananasów, kawy, herbaty i tytoniu oraz wydobyciem rud chromu, niklu, miedzi i żelaza.